# هايدكي كيتا
هايدكي كيتا (باليابانية: 喜多秀喜؛ بالكانا: きた ひでき) هو منافس ألعاب قوى ياباني، ولد في 28 سبتمبر 1952 في ساغا في اليابان.

## وصلات خارجية
- هايدكي كيتا على موقع الاتحاد الدولي لألعاب القوى (الإنجليزية)